# Pala (Kuusalu)
Pala is een spookdorp in de Estlandse gemeente Kuusalu, provincie Harjumaa. In 2000 woonden er nog twee mensen en in 2010 was het onbewoond. Ook bij de volkstelling van 2021 bleek er niemand te wonen.

## Geschiedenis
De plaats werd voor het eerst genoemd in 1394 en behoorde toen tot het landgoed van Udriku, nu in de gemeente Kadrina. In de jaren negentig van de 20e eeuw werd bij Pala een militair oefenterrein voor het Estische leger in gebruik genomen, dat ook delen van de dorpen Suru, Tõreska en Kolgu omvat.